# 1982년 텔레비전 애니메이션 목록
다음은 1982년에 방송된 텔레비전 애니메이션이다.

## 일본
| 제목                                                 | 화수 | 방송 기간 | 채널         | 비고 |
| ---------------------------------------------------- | ---- | --------- | ------------ | ---- |
| 닥터 슬럼프 스페셜 펭귄마을 영웅전설                 |      | 1982년    | 후지TV       |      |
| 삼국지                                               |      | 1982년    | 아사히TV     |      |
| 남쪽의 무지개 루시                                   |      | 1982년    | 후지TV       |      |
| 아사리짱                                             |      | 1982년    | 아사히TV     |      |
| 전투메카 자붕글                                      |      | 1982년    | 나고야TV     |      |
| 가오명인극장 니나와부시 다이스키                     |      | 1982년    | 간사이TV     |      |
| 역전 잇파츠맨                                        |      | 1982년    | 후지TV       |      |
| 나는 고양이로소이다                                  |      | 1982년    | 후지TV       |      |
| 기갑함대 다이라가 XV                                 |      | 1982년    | 도쿄TV       |      |
| 요술공주 밍키                                        |      | 1982년    | 도쿄TV       |      |
| 프로골퍼 사루                                        |      | 1982년    | 아사히TV     |      |
| 시끌별 녀석들 올스타 대진격! 수학여행! 쿠노여 달려라 |      | 1982년    | 후지TV       |      |
| 게임센터 아라시                                      |      | 1982년    | 니혼TV       |      |
| 돈데라하우스의 대모험                                |      | 1982년    | 도쿄TV       |      |
| 데즈카 오사무의 돈 드라큐라                          |      | 1982년    | 도쿄TV       |      |
| 파타리로                                             |      | 1982년    | 후지TV       |      |
| 아니메 야생의 외침                                   |      | 1982년    | 도쿄TV       |      |
| 과학구조대 테크노보이저                              |      | 1982년    | 후지TV       |      |
| 호펜 선생과 돌아오지 않는 늪                         |      | 1982년    | 마이니치방송 |      |
| 이사만루                                             |      | 1982년    | 후지TV       |      |
| 흰 어금니 화이트 팡 이야기                           |      | 1982년    | TBS          |      |
| 마경전설 아크로반치                                  |      | 1982년    | 니혼TV       |      |
| 장난꾸러기 신 이야기 코로코로포롱                    |      | 1982년    | 후지TV       |      |
| 날아라 몬베                                          |      | 1982년    | 아사히TV     |      |
| 손오공 실크로드 날다                                 |      | 1982년    | 후지TV       |      |
| 태양의 아들 에스테반                                 |      | 1982년    | NHK          |      |
| 은하열풍 박싱거                                      |      | 1982년    | 도쿄TV       |      |
| The 호박와인                                         |      | 1982년    | 아사히TV     |      |
| 안드로메다 스토리즈                                  |      | 1982년    | 니혼TV       |      |
| 15소년 표류기                                        |      | 1982년    | 후지TV       |      |
| 초시공요새 마크로스                                  |      | 1982년    | TBS          |      |
| 닌자맨 잇페이                                        |      | 1982년    | 니혼TV       |      |
| 소년 미야모토 무사시 개구쟁이 이도류                 |      | 1982년    | 후지TV       |      |
| 사이봇토로봇치                                       |      | 1982년    | 도쿄TV       |      |
| 스페이스 코브라                                      |      | 1982년    | 후지TV       |      |
| 두근두근 투나잇                                      |      | 1982년    | 니혼TV       |      |
| 레인보우맨                                           |      | 1982년    | TBS          |      |
| 신 꿀벌 마야의 모험                                  |      | 1982년    | 도쿄12채널   |      |
| 우리 청춘의 알카디아 무한궤도 SSX                    |      | 1982년    | TBS          |      |
| 샛별가의 울트라 할머니                               |      | 1982년    | 요미우리TV   |      |
| 과연 사루토비                                        |      | 1982년    | 후지TV       |      |
| 후쿠짱                                               |      | 1982년    | 아사히TV     |      |
| 사랑의 기적 닥터 노만 이야기                         |      | 1982년    | 아사히TV     |      |

## 참고 문헌
- 야마구치 야스오 (2005). 《일본 애니메이션 역사》. 미술문화. 227-228쪽.